# Aureopterix sterops
Aureopterix sterops là một loài bướm đêm thuộc họ Micropterigidae. Loài này có ở miền đông Úc, cụ thể là miền bắc Queensland, ở bờ biển ẩm ướt hoặc rừng duyên hải giữa núi Finnigan và rừng bang Kirrama.
Chiều dài cánh trước khoảng 2.9 mm đối với con đực và 3.1 mm đối với con cái. 